# 莫妮卡·蓋勒

第八季的莫妮卡·蓋勒

莫妮卡·蓋勒（Monica E. Geller）是美國情境喜劇中的虛構角色之一, 由柯特妮·考克斯（Courteney Cox）所飾演。

## 其人
莫妮卡是羅斯的妹妹，其從小時就是一個大胖子，因此暑假常常在減肥營中度過，曾因为饥饿抓松鼠吃而被困在铁丝网上；跟哥哥羅斯玩摔角比賽時她可以把哥哥舉在手上；與哥哥跳雙人舞的最後一個動作是把哥哥抱起來；爸爸買給她的腳踏車其在第一次騎就被她壓垮；媽媽若是發現冰箱裡沒有足夠的地方時，就會要她把多出來的東西吃掉以便把空間騰出來；而且她參加舞會時會外叫披薩送來舞會場地；羅斯小時候開始看心理醫生，原因是在他的惡夢中莫妮卡要吃掉他。不過因為胖的緣故，莫妮卡對食物特別有感覺，因此也發掘了她在廚藝上的特殊天分，她從小的志願就是長大後當廚師。感恩節、聖誕節或其他的節日中，如果大家沒機會回各自的家過節，莫妮卡就負責擔任媽媽的角色打點所有餐點，如果大家需要食物上的幫忙找她就對了，在這方面喬伊是他的常客，他想要吃馬鈴薯泥、烤火雞、果醬、甚至是試鏡時所需要的特殊道具，都必須要靠她的巧手；瑞秋要請男人回她家吃一頓飯也是請她在幕後「代理」下廚。她的工作也一直是餐飲業，包括服務生、廚師、美食評論家、外燴、最後其成為高級西餐的主廚，不过也曾經因为失业在家而堕落开始炒股。
她從小就感覺到父母的關心總是放在其哥哥的身上。不仅因为父母曾以为羅斯的出生是医学奇迹，还因為她的成績不如學業優秀的哥哥，13歲之前還看不懂時間，把販賣機當作是遊戲機，以為自己每次都贏到獎品。莫妮卡一搬到紐約，她在老家的房間隔天就被爸爸改建成健身房，而羅斯的房間卻原封不動，因為爸媽不想「驚動」擺滿獎盃、獎牌的櫃子。這種情況既使是大家長大了也從來都沒有改善過，尤其是媽媽更離譜，有時候表現得忘記自己生過這個女兒，或總是對她吹毛求疵，更过分的是瑞秋生产时莫妮卡曾约她一起吃午饭，但是她却拒绝说自己不在市里，结果稍晚些的时候却跑到医院给羅斯送求婚戒指，在莫妮卡看到她离开的身影大声喊她时，也装作没听见迅速逃走。反观爸爸似乎在一点点良心发现，在得知莫妮卡和理查德分手后来到公寓安慰莫妮卡，在莫妮卡生气自己小时候的物品都被水泡过发霉后，将自己的保时捷送给了莫妮卡作为这么多年的补偿。
莫妮卡應該算是非常樂觀的人，別人嘲笑她的胖往往她都看不出來，像班上的男同學打賭誰可以搆倒她的遊戲，她以為那是代表大家喜歡她。不過，在她念高中的时候，羅斯帶他的大學同學兼樂團團員錢德來家裡過感恩節，卻不小心聽到錢德說她胖，她的自尊心大受打擊，決定報復錢德的嘲笑并开始减肥。于是第二年她穿著小號的晚禮服出現在錢德面前，不但惊艳到了錢德，还意外的切断了錢德的小脚趾，让錢德在大学里一直被人起外号嘲笑。
莫妮卡始終嚮往的幸福美滿的婚姻生活，剛上小學就已經開始計畫自己的婚禮；從第一季她在醫院陪同性戀的前大嫂生產時她就渴望生個小孩；跟理查相戀時也因為理查不想生小孩而決定分手；跟錢德交往不久便已經預約好婚禮的場所，差點把男人嚇跑。也许是好事多磨，莫妮卡的男友除了幻想中的男友傑瑞外，要嘛就是年紀太小、年紀太大、不想結婚、酒鬼……等不符合正常婚姻的種類，找不到老公的她，還跑去精子銀行想先生小孩再說。後來跟錢德結婚後，卻發現兩人無法正常懷孕，改採領養小孩也費盡心思，就連決定要領養一個正要出世的小孩，到後來才發現竟然是雙胞胎。總之，婚姻生活對莫妮卡來說總是充滿了變數。

## 錢德與莫妮卡
第一季卡蘿在医院生产时，錢德曾对莫妮卡说如果两个人到了四十岁都没结婚的话，可以将就在一起生孩子结婚，莫妮卡很生气的问他：我是有什么问题吗，为什么到四十岁还没结婚。一大串的反问让錢德招架不住立马逃走。在第三季最后一集里，两个人在海边晒太阳，錢德又问到说：如果世界上最后只剩他们两人的话，莫妮卡愿不愿意跟他在一起，承担起人类繁衍的职责，莫妮卡看了他一眼，无奈又不屑的嗯了一声。在羅斯和艾米莉结婚时，莫妮卡受到婚礼的影响，想要在那一夜放纵自己，本来打算找喬伊共度良宵，却误打误撞的跟錢德滚了床单。回到纽约后，似乎因为捅破的那层窗户纸，本来嫌弃錢德的莫妮卡也开始对他渐渐生出了好感。在第六季時理查德重新去找莫妮卡，並表示如果能夠與莫妮卡復合他真的願意再生小孩子。虽然他們幾乎因為莫妮卡的前男友理查德的介入而差点沒有訂婚（理查德年紀比莫妮卡大的多，是莫妮卡父母的朋友，不過他們在第二季相戀，最後因為理查德不想要再度經歷養孩子的過程，莫妮卡卻一直想要孩子而分手）。錢德對莫妮卡求婚變成莫妮卡對錢德求婚的戲碼，不但是季末的高潮，也是六人行中最令人感動的畫面之一。最後他们走进婚姻，並且在戲末見到他們領養的一對（莫妮卡曾經抗議說：我們只訂了一個！）雙胞胎-Erica and Jack-呱呱墜地。两个人的关系中，一直是莫妮卡像一个妈妈一样带领錢德成长，帮助他缓解了跟父母的关系，让他从一个男孩成长为肩负起家庭的男人。

## 個性
莫妮卡有許多明顯的個性，首先是她的戲劇化的潔癖，有她在的地方，桌上的每個杯子一定都有杯墊；住的地方一定一塵不染，如果要吃餅乾請到洗手台上或拿臉盆吃；樓下如果停了一台骯髒的車子，她也會控制不住幫車主洗好；在她用吸塵器打掃完家裡後，會拿出另一把較小的吸塵器來清理原先的吸塵器；她曾經因為聽說他哥哥羅斯的女友不愛乾淨時，晚上就跑到別人家裡說要幫忙清潔，不然她會睡不著覺。如果要引起莫妮卡的注意力，只要高喊「有人在桌上留下杯墊印」，或是把家裡的東西灑地上，莫妮卡都會有衝動去立刻把它整理好。
不過如果認為莫妮卡只是常見的潔癖類型，那就錯了，她還是個有點嚴重的整理欲加控制狂，而且隨著劇情的播出，這種傾向變的越來越明顯。以上的情形包括：要幫誰慶生，她會先分配好食物委員會的成員，要求大家各司其職，如果她是會長（通常她是），她會用耳麥來聯絡其他人。在某一集中，劇情演出莫妮卡把家裡的毛巾分成十一種，像是「所有人用的」、「客人用的」、「貴賓用的」等等。她喜歡當女主人招待客人，可是客人在家裡一定要遵從她的潔癖規矩。
(但是偏偏她主持的宴會都極其無聊，菲比甚至得在會場設質「逃獄服務」來幫助無聊的喘不過氣又不好意思直接來開的賓客逃走。)；偶爾玩個小遊戲她會先擬出完整的遊戲規則手冊；家裡的每一項家具擺設都有固定的相對位置與絕對位置，那怕是有人動到了電話旁的記事本她都會發現；遇到任何事她都會想到用分類資料夾或標籤機來處理；如果有一片CD的外殼跟CD片不同，她會先告訴自己不要抓狂，然後確認所有的CD都歸位了才安心；床單上印的小花朵必須要面向床頭，因為這樣太陽才照的到；廁所的滾筒衛生紙跟飯店一樣，第一張會是三角形的。
此外，她還有過於常人的好勝心，因此激將法在她身上幾乎可以百分之百成功，只要是比賽，她一定非常熱衷，而且不擇手段拿到第一名，如果要請她做一件事，就把它形容成一場比賽，她就會興起拿冠軍的慾望；她可以把任何活動都弄得像戰場般，例如菲比跟警察男友陷入熱戀，她就要男友也跟她親熱一整晚；生病硬要去上班，就算被請回家休息，還硬要證明自己不是沒用的病貓；為了搶到「蓋勒盃」足球賽冠軍獎座，可以在大馬路上跟羅斯搶到面紅耳赤。她病態地享受勝利的感覺，也不容許在那個虛擬或真實的冠軍獎台上與任何人分享光芒。
因為她凡事都如此的堅持，有時在人際關係上出現緊張的情勢，例如在餐廳當主廚時總是喜歡對人大吼大叫，員工開會決定往後每吼叫一次要罰一美元；本來菲比跟她住在一起，也因為受不了偷偷搬走；跟男朋友的上司打網球，把上司打的落花流水還沾沾自喜；跟男朋友去飯店度假，卻像是衛生檢驗人員般檢查飯店的清潔度，讓男友倒盡胃口。

## 職業
莫妮卡是一開始是一家餐廳的小廚師，後來她因為接受供應商的禮物而被開除，失業了一陣子。最後他找到的工作，是一家稱為「Moondance Diner」，走50年代風的餐廳服務生，在那裡她必須戴上老式眼鏡與大的誇張的義乳工作。在那家餐廳裡時她遇到一位百萬富翁「Pete Becker」並與他有了一段短暫的交往。她也與菲比一起做過外燴的工作。莫妮卡最終因為寫了一篇刊登在地方報紙的美食評論，而取代了原本的主廚，成為「Alesandro's」餐廳的新主廚。後來因為錢德因為工作被改調到土耳沙（Tulsa,Oklahoma），莫妮卡也辭去了餐廳的工作。在尋找土耳沙的工作時，卻意外成為紐約一家高級餐廳「Javu」的主廚。

## 蓋勒家族
莫妮卡是羅斯的妹妹，雖然彼此關愛，他們間也存在著某種的競爭關係，尤其是父母在旁的時候。莫妮卡認為父母對羅斯比較偏心（事實上也是如此），而且她母親對她很挑剔。在第一季第二集中，羅斯向母親茱蒂坦承自己離婚了，結果茱蒂第一個反應卻是回過頭來責怪莫妮卡沒事先告訴她。
不過以蓋勒夫婦而言，通常明顯的比較過分的是茱蒂·蓋勒因為她本身有尖酸刻薄的性格，可是比較溫和的
傑克·蓋勒也不是省油的燈，因為他會時常發表不恰當的言論，或這是對一些敏感或比較隱私的事情「過分的豁達」使得在場所有相關人士感到十分尷尬和難堪。可是總結來說，傑克是比較照顧莫妮卡的，因為他會在茱蒂嚴厲的批評了莫妮卡後安慰莫妮卡說「別聽你媽在那邊『唧唧歪歪』。」